# Paulaner Solo+
Paulaner Solo+, bis 2012 Paulaner Solo, ist ein Nachwuchswettbewerb für Künstler aus den Bereichen Kabarett, Kleinkunst und Comedy, der seit 2008 vom Veranstaltungsforum Fürstenfeld (Fürstenfeldbruck) und der Paulaner Brauerei in Fürstenfeldbruck ausgetragen wird. Die Namensänderung des Wettbewerbs erfolgte, weil sich daran nunmehr nicht nur Solisten, sondern auch Gruppen beteiligen können. Von 1994 bis 2005 war die Veranstaltung in München beheimatet. Partner der Paulaner Brauerei war seinerzeit das Kulturteam München. Bis dahin entschied ausschließlich das Publikum über Sieger und Platzierte. In den Jahren 2006 und 2007 fand der Wettbewerb nicht statt.

## Preisträger (unvollständig)
| Jahr | Gewinner                                     | 2. Platz               | 3. Platz                       | 4. Platz                | Publikumspreis (seit 2008) |
| ---- | -------------------------------------------- | ---------------------- | ------------------------------ | ----------------------- | -------------------------- |
| 2024 | Özgür Cebe                                   | Sven Garrecht          | Lennard Rosar                  | Caroline Bungeroth      | Özgür Cebe                 |
| 2023 | Alice Köfer                                  | Jonas Greiner          | David Berlinghof               | Christl Sittenauer      | Alice Köfer                |
| 2022 | Der Tod                                      | Lucy van Kuhl          | Yves Macak                     | Jochen Prang            | Der Tod                    |
| 2021 | Stefan Waghubinger                           | Markus Kapp            | Jakob Friedrich                | –                       | Stefan Waghubinger         |
| 2019 | Gregor Pallast                               | Mia Pittroff           | Florian Wagner                 | Christina Baumer        | Gregor Pallast             |
| 2018 | Blömer // Tillack                            | Liza Kos               | Bumillo                        | Nagelritz               | Liza Kos                   |
| 2017 | Jakob Heymann                                | Archie Clapp           | Paul Weigl                     | Stefan Kröll            | Archie Clapp               |
| 2016 | De Frau Kühne                                | Stefan Leonhardsberger | Vocal Recall                   | Franziska Wanninger     | Stefan Leonhardsberger     |
| 2015 | Thomas „Rix“ Rottenbiller                    | Özcan Coşar            | Katie Freudenschuss            | Lars Redlich            | Özcan Coşar                |
| 2014 | Hans Gerzlich und Olaf Bossi                 | –                      | Sia Korthaus                   | Alan Neumayer           | Hans Gerzlich              |
| 2013 | Michael Feindler                             | Volker Weininger       | Michi Marchner                 | Duo Buttpetter          | Volker Weininger           |
| 2012 | Heinrich Del Core (bis 2012 auch Heini Öxle) | Frank Grischek         | Florian Schmidt-Gahlen         | –                       | Heinrich Del Core          |
| 2011 | Maxi Schafroth                               | Tilman Birr            | Philipp „Scharri“ Scharrenberg | –                       | Maxi Schafroth             |
| 2010 | Thomas Lötscher aka „Veri“                   | Tobias Öller           | Aurel Bereuter                 | –                       | Thomas Lötscher            |
| 2009 | Nadja Maleh                                  | Katinka Buddenkotte    | Axel Pätz                      | Björn Pfeffermann       | Nadja Maleh                |
| 2008 | Nepo Fitz                                    | Frank Fischer          | Tina Häussermann               | –                       | Nepo Fitz                  |
| 2005 | Josef Brustmann                              | Claus von Wagner       | ?                              | keine Jury-Preisvergabe | keine Jury-Preisvergabe    |
| 2004 | Hagen Rether                                 | Martina Schwarzmann    | Gerd Weismann                  | keine Jury-Preisvergabe | keine Jury-Preisvergabe    |
| 2003 | Eckart von Hirschhausen                      | Lizzy Aumeier          | Christian Überschall           | keine Jury-Preisvergabe | keine Jury-Preisvergabe    |
| 2002 | Kai Magnus Sting                             | ?                      | ?                              | keine Jury-Preisvergabe | keine Jury-Preisvergabe    |
| 2001 | Detlev Schönauer                             | Christoph Brüske       | Frank Sauer                    | keine Jury-Preisvergabe | keine Jury-Preisvergabe    |
| 2000 | Horst Evers                                  | Michael Eberle         | Chin Meyer                     | keine Jury-Preisvergabe | keine Jury-Preisvergabe    |
| 1999 | Helmut Schleich                              | ?                      | ?                              | keine Jury-Preisvergabe | keine Jury-Preisvergabe    |
| 1998 | Thomas Reis                                  | ?                      | ?                              | keine Jury-Preisvergabe | keine Jury-Preisvergabe    |
| 1997 | Django Asül                                  | ?                      | ?                              | keine Jury-Preisvergabe | keine Jury-Preisvergabe    |
| 1996 | Martin Herrmann                              | ?                      | ?                              | keine Jury-Preisvergabe | keine Jury-Preisvergabe    |
| 1995 | Konrad Ritzinger                             | ?                      | ?                              | keine Jury-Preisvergabe | keine Jury-Preisvergabe    |
| 1994 | ?                                            | ?                      | ?                              | keine Jury-Preisvergabe | keine Jury-Preisvergabe    |